# Lennart Kjellberg
Anders Lennart Kjellberg, född den 30 september 1857 i Uppsala, död där den 7 maj 1936, var en svensk klassisk arkeolog och universitetslärare. Han var son till Gustaf Kjellberg och far till Ernst Kjellberg och Fritjof Kjellberg.
Kjellberg blev 1877 student vid Uppsala universitet, 1882 filosofie kandidat, 1889 filosofie licentiat, 1889 filosofie doktor och 1896 docent i klassisk arkeologi vid universitetet. Han fick professors namn 1913 och blev professor i klassisk fornkunskap 1918, emeritus 1922..
Kjellberg företog tillsammans med Samuel Wide sommaren 1894 en arkeologisk utgrävning av Poseidonhelgedomen på ön Kalaureia och ledde under våren 1902 tillsammans med den tyske arkeologen Johannes Böhlau en arkeologisk utgrävning på platsen för den antika staden Larissa i Mindre Asien. Redogörelser för båda dessa utgrävningar har Kjellberg lämnat i Athenische Mittheilungen 1895 och i Språkvetenskapliga sällskapets i Uppsala förhandlingar 1900–1903.
Bland Kjellbergs övriga skrifter, som huvudsakligen behandlar delar av den antika konsthistorien och den forngrekiska mytologin, må särskilt nämnas "Asklepios, Mythologisch-archäologische Studien" (i Språkvetenskapliga sällskapets i Uppsala förhandlingar 1894–1897).
Lennart Kjellberg är begravd på Uppsala gamla kyrkogård.